# صوفان ساطع
الصُّوفان الساطع (باللاتينية: Phagnalon nitidum) نوع شجيري من جنس الصوفان في الفصيلة النجمية.

## الموئل والانتشار
ينتشر واطنا في بلاد الشام ومصر.